# 艦本式ディーゼル
艦本式ディーゼル（かんほんしきディーゼル）は、日本が開発したディーゼルエンジン（内火機械 うちびきかい）である。
本記事では艦本式の名が普遍的に冠されている内火機械について海軍制式名とともに記述する。ただし、制式名上は「艦本式」の記述は無い。「何号」の後ろに「何型」とあるのは、一列あたりのシリンダー数を表す（例：「8型」は8気筒を意味し、「2型」は12気筒を意味する）。

## 1号内火機械
原設計海軍艦政本部。ロンドン海軍軍縮条約により潜水艦の保有量が制限させられたため個艦の威力を増大させる必要が生じた。中でも潜水艦は作戦遂行上24ノットの水上速力を実現するため、そのために大出力ディーゼルが必要とされた。
日本海軍では1927年から横須賀海軍工廠で2サイクル複動機関の開発に着手し、1930年までに、海大型潜水艦に装備しうる大きさの実験機を製造した。しかし当時の海軍は大出力実用機械を国産機で実現する自信が無く、ズルザー社が計画中の9Q54型を購入するか、あるいはドイツがドイッチュラント級装甲艦に採用したMAN社のMZ型複動ディーゼルを試験購入してその技術を今後に生かすか、いずれかの方法をとることとなったが両者とも価格面で折り合いがつかず、1930年9月に海軍独自で複動機械を製造することが決定した。
1号内火機械は1931年11月にテスト機の実験に成功して採用となり、その後10年間に亘って製造が継続された。
- 装備艦艇
  - 1号甲7型：伊号第六潜水艦
  - 1号甲8型：伊百六十八型潜水艦、伊百七十四型潜水艦
  - 1号甲10型：伊七型潜水艦、伊四十型潜水艦
  - 1号乙8型低過給：伊百七十六型潜水艦

## 2号内火機械

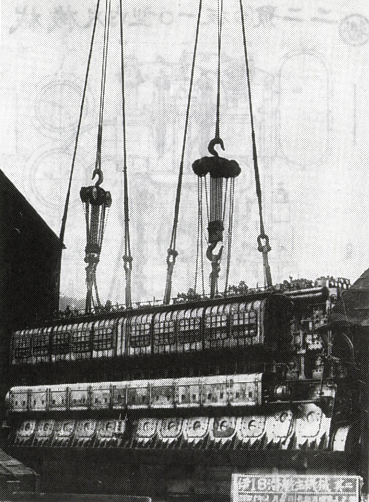
2号10型内火機械（1940年）

原設計海軍艦政本部。無条約時代における主力潜水艦の大型高性能化を達成するため、1号機械よりも大きな出力を求められたもの。ストローク長さを530mmとして出力の1割上昇を目指した。
1936年に開発され製造を開始したが構造が複雑で量産には適さなかったため、戦時中に建造された巡潜型では本機よりも製造が容易な22号機械が装備されることとなり、本機の製造は1943年に終了した。
- 装備艦艇
  - 2号10型：伊九型潜水艦、伊十五型潜水艦、伊十六型潜水艦

## 11号内火機械
原設計海軍艦政本部。ドイツのドイッチュラント級装甲艦に刺激された海軍は、1932年から45型複動無気噴油式ディーゼルの実験に着手し、「大鯨」に同型のディーゼルを装備することとした。実験と製造は並行して行われ、1934年に実用機が「大鯨」に装備された。実用機は11号機械と称された。
- 装備艦艇
  - 11号8型：「瑞穂」
  - 11号10型：「大鯨」、剣埼型潜水母艦、千歳型水上機母艦/千歳型航空母艦
  - 11号12型：剣埼型潜水母艦

## 12号内火機械
原設計海軍艦政本部。1シリンダーあたり700馬力を発揮する潜水艦用新型内火機械として試作されたが、海軍艦政本部が13号機械の開発実験で多忙だったことと、戦時中に新型式機械を導入することのリスクを考慮した結果、試験中途で放棄され完成には至らなかった。
- 装備艦艇
  - 12号：試作機のみ。

## 13号内火機械
原設計海軍艦政本部。新戦艦用に製造されたものだが、新戦艦の主機を全て蒸気タービンにすることが決定したため、将来の戦艦用主機のための実用実験を兼ねて「日進」に装備された。
- 装備艦艇
  - 13号6型：
  - 13号10型：「日進」
  - 13号2型：「日進」

## 21号内火機械
原設計三菱重工業神戸造船所。L型潜水艦のビ式ディーゼルを参考にして製造されたため、三毘式とも称される。
- 装備艦艇
  - 21号8型：呂三十三型潜水艦

## 22号内火機械
原設計海軍艦政本部。中型潜水艦用主機として1930年から研究されたものだが、戦時中は23号機械とともに多量生産機として潜水艦だけではなく駆潜艇や海防艦にも装備されたほか、艦本式複動機械用ターボブロワー原動機としても使用された。
架構方式により鋳鋼、鋳鉄、熔接、台板の4型式がある。戦後建造された貨客船若草丸（大阪商船、のち海上保安庁灯台補給船若草 LL-01）にもこの機械が装備された。
- 装備艦艇
  - 22号5型：
  - 22号6型：第三号駆潜艇、第四号型駆潜艇
  - 22号8型：第一号型駆潜艇
  - 22号10型：香取型練習巡洋艦、「秋津洲」、伊十三型潜水艦、伊号第三百五十一潜水艦、占守型海防艦、択捉型海防艦、御蔵型海防艦、日振型海防艦、鵜来型海防艦
  - 22号10型過給機付：伊号第十二潜水艦、伊五十二型潜水艦、伊五十四型潜水艦
  - 22号10型低過給：伊四百型潜水艦、呂三十五型潜水艦

## 23号内火機械
原設計三菱重工業横浜造船所、のち海軍艦政本部。製造に手間のかかる艦本式複動機械の製造が中断してからは、22号機械とともに多量生産計画により製造された。甲と、甲の回転数を上げて出力を増大した乙の2型式がある。戦後も、余剰のエンジンが民間船舶に搭載された。
- 装備艦船
  - 23号甲8型：第十三号型駆潜艇、杵埼型運送艦
  - 23号乙6型：「野埼」
  - 23号乙8型：伊三百六十一型潜水艦、伊号第三百七十三潜水艦、第一号型海防艦、第十三号型駆潜艇、「神島」、「第一京丸」

## 24号内火機械
原設計三菱重工業神戸造船所。450kWディーゼル発電機用原動機を改造したもの。
- 装備艦艇
  - 24号6型：呂百型潜水艦

## 25号内火機械

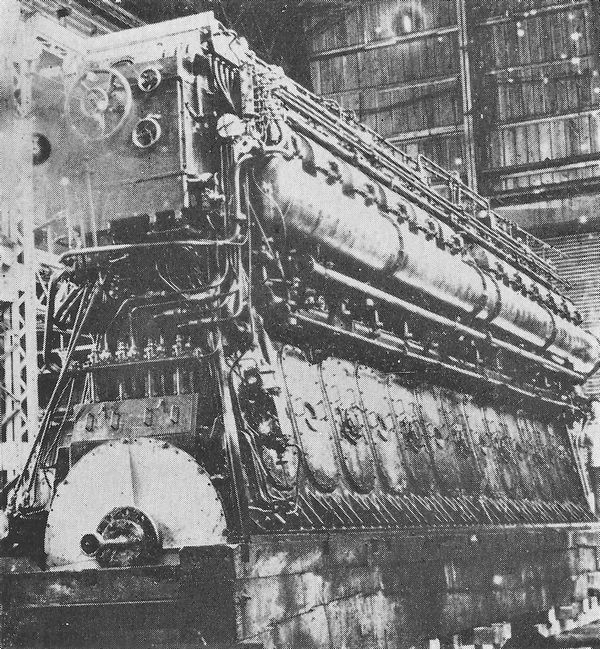
25号2型内火機械（1944年）

原設計三菱重工業神戸造船所。戦時における量産潜水艦用主機として設計されたもので、排気タービン付で4,000馬力を目指し1944年に試作機が完成したが、実用には至らなかった。
本機は戦後、日本水産の玉榮丸（元日東汽船、2TL型戦時標準船）に装備された。
- 装備艦艇
  - 25号2型：試作機のみ。

## 26号内火機械
戦時中、ドイツから譲渡された呂号第五百潜水艦のMAN M9V40/46排気タービン付機関をもとに、来日したドイツ技師の指導により潜水艦用主機として製造を計画したもの。製造には至らなかった。
- 装備艦艇
  - 26号9型：計画のみ。

## 31号内火機械
原設計海軍艦政本部。艦本式複動機械用小型ターボブロワー原動機で、1939年に日進用として採用された。
- 装備艦艇
  - 31号6型：「日進」

## 51号内火機械

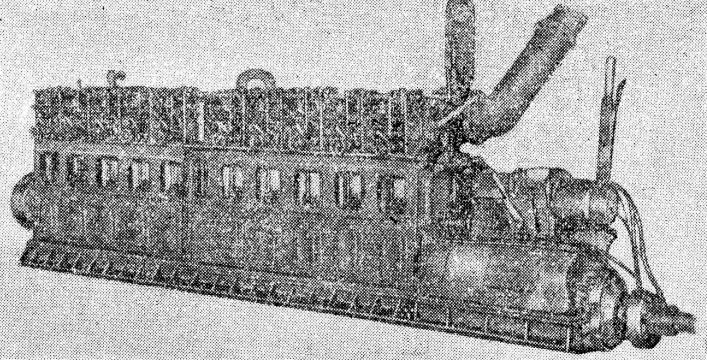
51号10型内火機械

原設計海軍艦政本部。小艇用機械として製造された。法令上は補助内火機械と定められていたが、太平洋戦争後期には特殊潜航艇や魚雷艇の主機としても使用された。
- 装備艦艇
  - 51号甲6型：
  - 51号乙6型：
  - 51号丁6型：「蛟龍」
  - 51号甲10型：
  - 51号乙10型：「百一号隼型魚雷艇」

## 52号内火機械
原設計海軍艦政本部。4サイクル単動無気噴油機。シリンダー径150mm、ストローク長さ200mm。型式区分には8型がある。

## 53号内火機械
原設計ダイムラー。4サイクル単動無気噴油型。シリンダー径185mm、ストローク長さ250mm。型式区分には10型がある。

## 61号内火機械
原設計海軍艦政本部。2サイクル単動無気噴油機。シリンダー径140mm、ストローク長さ180mm。型式区分には8型がある。

## 62号内火機械
原設計海軍艦政本部。2サイクル単動無気噴油機。シリンダー径140mm、ストローク長さ180mm。型式区分には6型がある。

## 63号内火機械
原設計海軍艦政本部。2サイクル単動無気噴油機。シリンダー径190mm、ストローク長さ250mm。型式区分には8型がある。

## 71号内火機械
原設計イソッタ・フラスキーニ。イタリアから購入したMAS艇が装備していたイソッタ・フラスキーニ アッソ1000W型18気筒ガソリン機械を国産化したもの。魚雷艇用のガソリン機関であってディーゼル機関ではないが、艦本式内火機械の一つであるため記述した。
- 装備艦艇
  - 71号6型：第十号魚雷艇、第十一号型魚雷艇、第四百六十八号型魚雷艇、第四百六十九号型魚雷艇、第四百九十一号型魚雷艇、第五百三十八号型魚雷艇、二十七号隼型魚雷艇

## 要目表
本表は明治百年史叢書『昭和造船史 第1巻』p. 679に依った。
| 名称   | 圧縮掃気方式 | サイクル | 噴油方式 | シリンダー径 (mm) | ストローク長さ (mm) | 1基あたり出力 (shp) | 回転数 (rpm) |
| ------ | ------------ | -------- | -------- | ----------------- | ------------------- | ------------------- | ------------ |
| 1号    | 複動式       | 2        | 空気     | 470               | 490                 | 5,600               | 350          |
| 2号    | 複動式       | 2        | 空気     | 470               | 530                 | 6,200               | 350          |
| 11号   | 複動式       | 2        | 無気     | 450               | 600                 | 3,800               | 324          |
| 12号   | 複動式       | 2        | 無気     | 450               | 530                 | 700                 | 400          |
| 13号   | 複動式       | 2        | 無気     | 480               | 600                 | 7,600               | 350          |
| 21号   | 単動式       | 4        | 無気     | 450               | 420                 | 1,500               | 450          |
| 22号   | 単動式       | 4        | 無気     | 430               | 450                 | 2,350               | 510          |
| 23号甲 | 単動式       | 4        | 無気     | 370               | 500                 | 875                 | 330          |
| 23号乙 | 単動式       | 4        | 無気     | 370               | 500                 | 950                 | 360          |
| 24号   | 単動式       | 4        | 無気     | 310               | 380                 | 550                 | 550          |
| 25号   | 単動式       | 4        | 無気     | 480               | 600                 | 4,000               | 400          |
| 26号   | 単動式       | 4        | 無気     | 400               | 460                 | 2,200               | 470          |
| 31号   | 単動式       | 2        | 無気     | 420               | 520                 | 1,900               | 400          |
| 51号   | 単動式       | 4        | 無気     | 140               | 200                 | 300                 | 1,500        |
| 71号   | 単動式       | 4        | 気化器   | 150               | 180                 | 920                 | －           |